# پی‌یر وبو
پیر وبو (فرانسوی: Pierre Webó‎؛ زادهٔ ۲۰ ژانویهٔ ۱۹۸۲) بازیکن فوتبال اهل کامرون است که در پست مهاجم بازی می‌کند. او همچنین در تیم ملی فوتبال کامرون بازی کرده‌است.